# MetaQuotes Software
MetaQuotes Software Corp. е една от компаниите, специализиращи в разработката на Софтуер за финансовия пазар. Основен продукт на MetaQuotes Software Corp. е „MetaTrader“ – информационно-търговски пакет за дилинговите центрове, предоставящи възможност за маржингова търговия на пазарите Forex, CFD и Futures.
През 2009 г. MetaTrader е ползван от повече от 250 компании и банки по целия свят.
Отличителна черта на платформата MetaTrader е че използва единствено операционната система Windows не само за клиентската, но и за сървърната част.

## История

### Създаване на компанията
Започвайки своята дейност през 2000 г., MetaQuotes Software Corp. в скоро време създава своя първи професионален информационно-търговски програмен пакет FX Charts. Бил е ориентиран към маржинова търговия на пазара Forex, без необходимост от бърза и скъпа техника за работа.

### Разширяване на пазара
През 2001 г. е създаден втори информационно-търговски програмен пакет – MetaQuotes. За разлика от FX Charts, той можел да работи не само на Forex пазара, но и на пазара CFD (договори за разлика). Освен това, в състава на търговския пакет се появил език за програмиране на търговската стратегия MetaQuotes Language (MQL). Това позволило съществено да се разширят възможностите на клиентския терминал.

### MetaTrader
В началото на 2002 г. е пусната в експлоатация трета платформа – MetaTrader. В нея е добавена възможност за работа с инструментите на фючерния пазар, като е разширен и езика за програмиране на търговски стратегии – MQL II. В продължение на няколко години търговския пакет непрекъснато е модернизиран.
Същественото предимство на тази платформа станало наличието на безплатна библиотека с набор от функции API, позволяваща да се създаде абсолютно нова версия на клиентския терминал.
През 2003 г. MetaQuotes Software Corp. създава терминалите за мобилен трейдинг – MetaTrader CE и MetaTrader for Palm.

### MetaTrader 4
На 1 юли 2005 г. излиза MetaTrader 4. Модернизация е извършена по всички модули на платформата. Голямо внимание е отделено на повишената надеждност на сървъра. Появява се възможност за използване на терминала без строгата необходимост от Център за данни. Таква решение позволява рязко да се повиши устойчивостта към DDoS-атаки, да се намали натовареността на сървъра и се увеличи неговата производительност. Клиентския терминал става по-функционален. Реализирана е нова версия на подобния на Си език за програмиране на търговски стратегии MetaQuotes Language 4 (MQL 4). През октомври 2005 г. е пусната нова версия за мобилни устройства – MetaTrader 4 Mobile.
В четвърта версия няма кардинали иновации в инструментариума в сравнение с тези в трета. Платформата продължава да бъде предназначена предимно замаржинова търговия на пазарите Forex, Futures и CFD и не е ориентирана към фондовия пазар.
Новият протокол за връзка не е съвместим с MetaTrader 3. Разработчиците се отказват от открито клиентско API.
Има само API, достъпни за мениджърите и администраторите на сървърната част. Всички предходни разработки, използващи клиентско API, са несъвместими с MetaTrader 4.
В замяна на клиентското API съществено е разширена функционалността на езика за програмиране на търговски стратегии (MQL4), поддържа се работа с DLL библиотеки. В MQL4 отсъства възможност за едновременно получаване на котировките от няколко източника и техния паралелен анализ. По-рано такава задача се е решавала на базата на API. Сега MQL4 е част от терминала и не позволява да се експортират необходимите функции в други самостоятелни приложения.

### MetaTrader 5
На 1 юни 2010 г. е представена официалната версия на MetaTrader 5. Търговската платформа MetaTrader 5 е предназначена за организации извършващи брокерско обслужване на пазарите Форекс, CFD и Фючърс, а също и на борсовия пазар. До октомври 2010 г. не е реализирана работа на борсовия пазар. Програмния пакет включва в себе си нов език за програмиране MQL5.

### Automated Trading Championship
От 2006 г. сред разработчиците на програми на MQL4 компанията ежегодно провежда шампионат по автоматична търговия „Automated Trading Championship“. Главната цел на състезанието е демонстрация на възможностите за автоматична търговия. Наградния фонд е 80 000 долара.
Според условията на шампионата всички програми се задействат едновременно и работят автономно в течение на три месеца при еднакви условия. По време на шампионата отчетите и дневниците на терминалите се публикуват в режим на реално време на – сайтът на шампионата.

### TeamWox
От средата на 2008 г. започва бета-тестване, а от 1 февруари 2009 г. компанията официално пуска новия продукт – система за групова работа TeamWox. Това уеб-сървърно приложение е предназначено за организации с групова работа в различни компании. В комплекта влизат поръчки, документооборот, пощов сървис, клиентска база, форум, отчети и други. Възможна е интеграция с търговската платформа MetaTrader 4.
По информация на разработчиците, още на этапа на тестването системата е внедрена в повече от 20 компании. Всички сведения за използване на TeamWox за сега идват единствено от MetaQuotes.

## Сегашно състояние на компанията
Компанията е регистрирана в офшорната зона на Република Кипър. Там са разположени продажбите и маркетинга. Производствената част и техническата поддръжка се намират в Казан (Русия). Компанията поддържа представителства в Китай и Сингапур.

## Забележки
1. ↑  официальное описание API на сайте производителя